# 김익재
김익재(金益宰, 1968년 7월 23일 ~ )는 전 KBO 리그 OB 베어스, 현대 유니콘스의 투수인데  OB 베어스 선수단 집단 이탈 사건의 주동자로 낙인찍힌 탓인지 1995년 시즌 후 방출된 뒤 현대 유니폼을 입은 후 왼손 원포인트로 1999년까지 뛰었다.

## 출신학교
- 공주고등학교
- 동아대학교

## 등번호
- 24번(OB)
- 94번(현대)